# EPrix de Putrajaya
Le ePrix de Putrajaya est une épreuve comptant pour le championnat du monde de Formule E. Elle a eu lieu pour la première fois le 22 novembre 2014 sur le circuit urbain de Putrajaya et pour la dernière fois le 7 novembre 2015.

## Historique
Le premier ePrix de Putrajaya était initialement prévu le 18 octobre 2014 mais a été déplacé au 22 novembre. La cause de ce report est que le Premier Ministre malaisien « avait d'autres engagements ce jour-là ».
C'est le britannique Sam Bird qui devient le deuxième vainqueur de l'histoire de la Formule E en s'imposant ici en 2014 alors qu'en 2015, c'est le brésilien Lucas di Grassi qui remporte le ePrix après une course très mouvementée.
La course disparait du calendrier en 2016.

## Le circuit
Le ePrix de Putrajaya est disputé sur le circuit urbain de Putrajaya, long de 2,56 kilomètres. 

## Palmarès
| Année | Vainqueur       | Écurie                    | Circuit                     | Résultats | Date             |
| ----- | --------------- | ------------------------- | --------------------------- | --------- | ---------------- |
| 2014  | Sam Bird        | Virgin Racing             | Circuit urbain de Putrajaya | Résumé    | 22 novembre 2014 |
| 2015  | Lucas di Grassi | Abt Schaeffler Audi Sport | Circuit urbain de Putrajaya | Résumé    | 7 novembre 2015  |